# ティル・シューマッハー
ティル・セバスティアン・シューマッハー（Till Sebastian Schumacher、1997年12月10日 - ）は、ドイツ・エッセン出身のサッカー選手。1.FCザールブリュッケン所属。ポジションはディフェンダー（左サイドバック）。

## 経歴

### クラブ
地元のロートヴァイス・エッセンでサッカーを始め、2013年夏にボルシア・ドルトムントの育成組織に加入した。
U-17チームの選手として2013-14シーズンのBユニオーレン・ブンデスリーガで優勝。U-19チームでは主将を務め、2015-16シーズンのAユニオーレン・ブンデスリーガで優勝した。
Aユニオーレン・ブンデスリーガでの優勝後、2016年夏にボルシア・ドルトムントIIに昇格。2017年にはトップチームに招集され、UEFAチャンピオンズリーグに出場する32人のメンバーに名を連ねた。ドルトムントIIでたびたび怪我に見舞われたこともあって、トップチームを率いるトーマス・トゥヘルの下では出場機会を得ることはできず、国外に活躍の場を求めることになった。
同年冬、チェコ2部リーグのFKパルドゥビツェをテストを受けると注目を集め、2018年1月、チェコ1部リーグのFCヴィソチナ・イフラヴァに加入した。契約期間は5年。2017-18シーズン、シューマッハーは14試合に出場し質の高いパフォーマンスを見せたものの、チームは2部リーグに降格。2018-19シーズン開幕直後はチームに止まり、2部リーグで5試合に出場した。
同年8月、チェコ1部リーグのボヘミアンズ1905へ加入した。契約期間は2021年6月30日までの3年。

### 代表
各年代のドイツ代表への招集歴があり、U-18ドイツ代表として3試合、U-19ドイツ代表として4試合、U-20ドイツ代表として1試合に出場した。